# Mutinus elegans
A Mutinus elegans, comumente conhecida como stinkhorn elegante e stinkhorn canino, é uma espécie de fungo da família Phallaceae. O basidioma começa seu desenvolvimento em forma de "ovo", parcialmente submerso no solo. À medida que o fungo amadurece, surge um estipe fino de cor laranja a rosa que se afina uniformemente até chegar a uma ponta pontiaguda. O estipe é coberto por uma gleba verde viscosa e de odor fétido no terço superior de seu comprimento. As moscas e outros insetos se alimentam da gleba que contém os esporos, ajudando na sua dispersão.
Espécie saprófita, é normalmente encontrada crescendo no solo, individualmente ou em pequenos grupos, em detritos de madeira ou folhas, durante o verão e o outono no Japão, na Europa e no leste da América do Norte. Devido ao seu odor desagradável, os espécimes maduros geralmente não são considerados comestíveis, embora haja relatos de consumo dos "ovos" imaturos. Em laboratório, foi demonstrado que a Mutinus elegans inibe o crescimento de vários microrganismos que podem ser patogênicos para os seres humanos.

## Taxonomia
A Mutinus elegans foi descrita pela primeira vez pelo missionário britânico John Banister, em 1679, que escreveu uma crônica sobre a história natural da Virgínia; acredita-se que esse relatório inicial seja o primeiro relato de um fungo na América do Norte. Ele foi caracterizado cientificamente pela primeira vez pelo cientista francês Jean Pierre François Camille Montagne, em 1856, que o chamou de Corynites elegans.
O nome do gênero Mutinus se refere à divindade fálica romana Mutunus Tutunus, um dos di indigetes aplacados pelas noivas romanas. A espécie é comumente conhecida como "stinkhorn elegante" (elegant stinkhorn), "stinkhorn sem cabeça" (headless stinkhorn), "stinkhorn canino" (dog stinkhorn), ou "vareta do diabo" (devil's dipstick). O epíteto específico elegans é derivado do latim que significa "gracioso" ou "elegante".

## Descrição
Os basidiomas jovens são inicialmente brancos e esféricos ou em forma de ovo, parcialmente submersos no solo, com dimensões de 2 a 3 cm por 1 a 2 cm. À medida que o basidioma amadurece, o ovo se rompe e o estipe esponjoso contendo esporos emerge; totalmente crescido, ele pode ter de 1 a 15 cm de comprimento e de 1,5 a 2 cm de espessura. O estipe é oco e fortemente enrugado em geral; sua forma é cilíndrica abaixo, mas gradualmente se afunila até um ápice estreito com uma pequena abertura na ponta. A metade superior do estipe é vermelho vivo a laranja avermelhado, e a cor perde intensidade gradualmente, transformando-se em branco rosado na parte inferior. O estipe pode ser reto ou levemente curvado. Uma gleba gelatinosa marrom-esverdeada cobre o terço superior do estipe em espécimes recém-emergidos. Os restos do "ovo" formam uma volva ao redor da base do estipe. O odor da gleba é desagradável; um autor o descreve como "doentiamente doce ou metálico". Os esporos são de cor marrom-esverdeada. Os basidiomas são fixados ao substrato por rizomorfos esbranquiçados que se assemelham a raízes de plantas. O micologista americano Alexander H. Smith observou que os ovos costumam demorar a se abrir, as vezes levando até duas semanas para que o estipe se expanda.
Os esporos têm de 4 a 7 por 2 a 3 μm, são oblongo-elípticos, lisos e incorporados na gleba. Um estudo de 1982 revelou que os esporos de espécies da família Phallaceae, incluindo Mutinus elegans, têm uma cicatriz hilar (0,2 a 0,3 μm de diâmetro) que pode ser observada com microscopia eletrônica de varredura. A cicatriz hilar é uma indentação circular em uma extremidade do esporo e, muito provavelmente, resulta da separação da fixação do esporo ao esterigma do basídio.
- Espécime da Flórida, EUA
- Besouros se alimentando de um espécime na Virgínia

### Espécies semelhantes

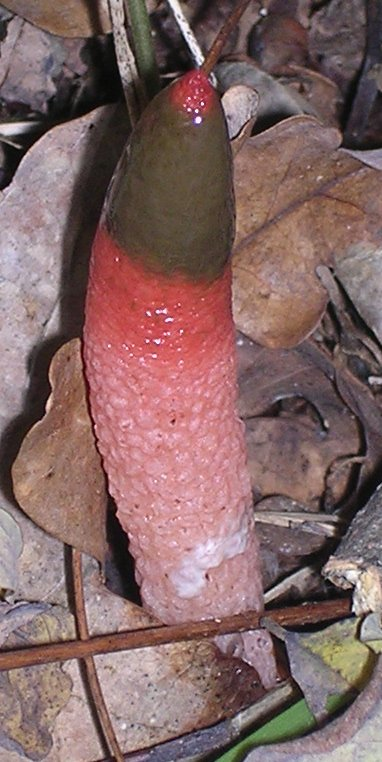
M. caninus tem uma parte menor do estipe coberta por gleba e uma ponta fundida sem uma pequena abertura

A Mutinus caninus é menos comum, menor, tem uma ponta distinta oval ou fusiforme em um estipe fino e não tem a coloração brilhante da M. elegans; ela tem menos parte do estipe coberto pela gleba. A parte do estipe abaixo da gleba é pontilhada na M. caninus, em comparação à "com pedrinhas" na M. elegans. A Mutinus bambusinus é semelhante em tamanho e forma, exceto pelo fato de não ter uma demarcação de cor distinta entre as partes superior e inferior do estipe; em vez disso, todo o estipe apresenta pigmentos vermelhos. O estipe da M. ravenelii é menos afilado do que o da M. elegans e tem um píleo inchado claramente diferenciado.
A Phallus rubicundus, normalmente rosada, e a P. rugulosus, alaranjada, têm píleos cônicos.

## Habitat e distribuição

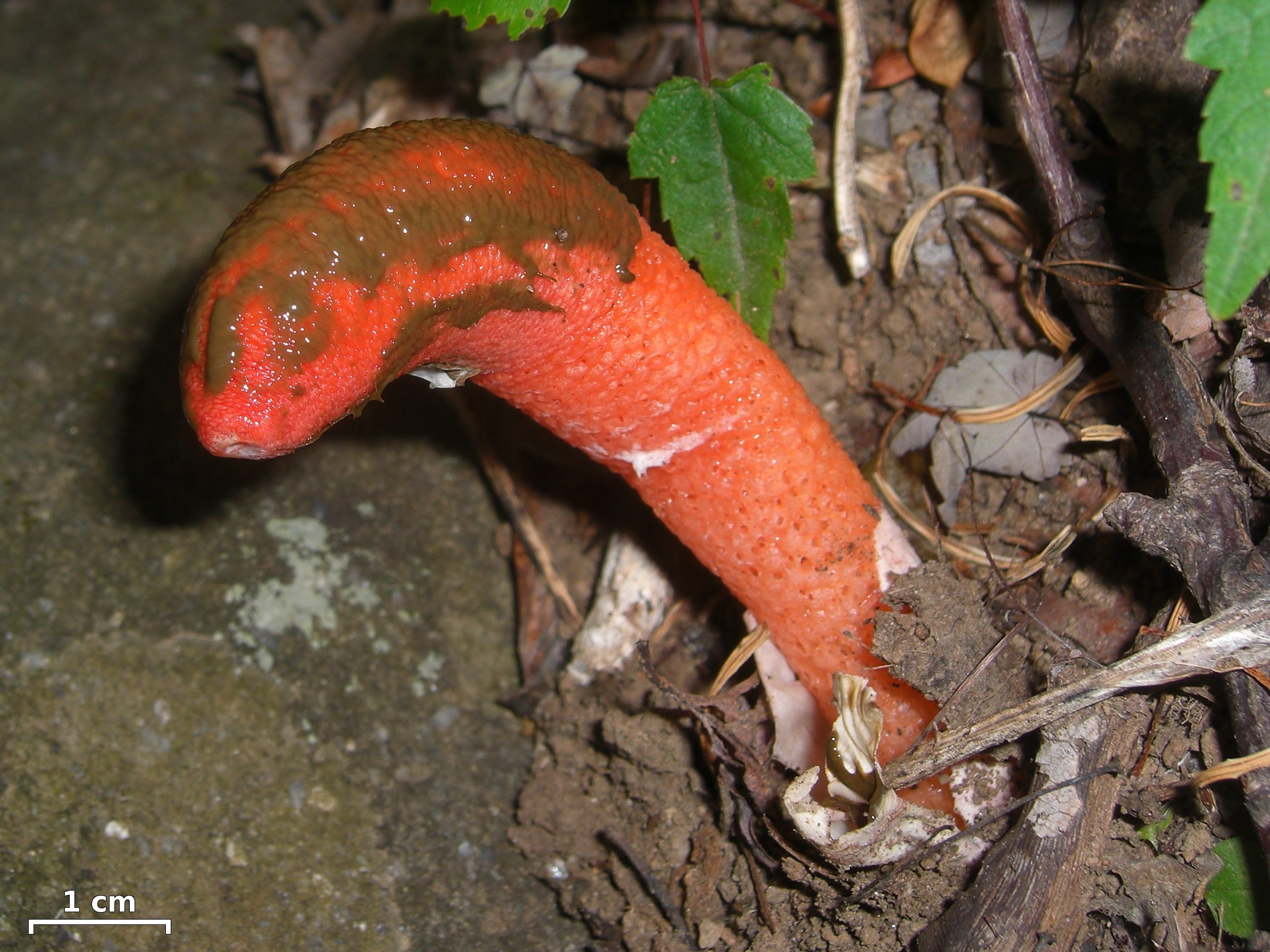
Um espécime nos EUA.

A Mutinus elegans é saprófita, obtendo nutrientes por meio da decomposição de matéria orgânica morta ou em deterioração. É comumente encontrada em jardins e áreas agrícolas enriquecidas com esterco, perto de tocos e troncos bem decompostos e em lascas de madeira. Uma publicação japonesa mencionou sua ocorrência em Takatsuki e Osaka-fu, onde frutificou em novembro e dezembro no solo ao longo de caminhos ou em espaços abertos, sob ou perto de bambu (Phyllostachys bambusoides) e madeiras de lei, como o carvalho do Japão (Quercus acutissima), a Zelkova serrata e a canforeira (Cinnamomum camphora).
Essa espécie comum foi coletada no leste da América do Norte, na área que se estende de Quebec à Flórida e a oeste até os Grandes Lagos, Iowa, Colorado e Texas. Na Europa, foi relatada na Holanda e na Ásia, foi coletada no Japão.

## Usos
As formas imaturas dos ovos de M. elegans são comestíveis, mas "não recomendadas". Um guia de campo observa que os ovos dos fungos stinkhorn "têm o mesmo sabor dos temperos que são adicionados a eles". O odor fétido dos espécimes maduros provavelmente seria repelente para a maioria, embora não sejam considerados venenosos.

### Atividade antibiótica
Um estudo com 32 cogumelos basidiomicetos mostrou que a Mutinus elegans foi a única espécie a apresentar atividade antibiótica (antibacteriana e antifúngica) contra todos os seis microrganismos testados, a saber, as bactérias patogênicas humanas Bacillus cereus, Bacillus subtilis, Staphylococcus aureus, Escherichia coli, Salmonella typhimurium e a levedura Candida albicans.